# Гуара (Бразилия)
Гуара (порт. Guará)  —  муниципалитет в Бразилии, входит в штат Сан-Паулу. Составная часть мезорегиона Рибейран-Прету. Входит в экономико-статистический  микрорегион Итуверава. Население составляет 20 804 человека на 2006 год. Занимает площадь 362,617 км². Плотность населения — 57,4 чел./км².
Праздник города —  15 сентября.

## История
Город основан в 1902 году.

## Статистика
- Валовой внутренний продукт на 2003 составляет 198.717.550,00 реалов (данные: Бразильский институт географии и статистики).
- Валовой внутренний продукт на душу населения на 2003 составляет 9.966,78 реалов (данные: Бразильский институт географии и статистики).
- Индекс развития человеческого потенциала на 2000 составляет 0,759 (данные: Программа развития ООН).